# Nakuru
Nakuru è una città del Kenya, capoluogo dell'omonima contea. È situata nella Rift Valley.